# 広尾警察署
広尾警察署（ひろおけいさつしょ）は、北海道警察釧路方面本部が管轄する警察署の一つである。

## 管轄区域
- 十勝総合振興局
  - 広尾郡広尾町、大樹町

## 所在地
- 北海道広尾郡広尾町並木通東1丁目2-3

## 沿革
- 1887年　釧路警察署茂寄分署として発足
- 1891年　茂寄警察署に昇格
- 1897年　下帯広警察署茂寄分署となる
- 1926年　広尾警察署に改称
- 1948年　警察法施行に伴い、自治体警察の広尾警察署となる
- 1954年　警察法の改正により北海道警察に統合され釧路方面広尾警察署と改称される

## 組織
- 署長（警視）
- 副署長兼警務課長（警視）
  - 警務課（警務係、犯罪被害者支援係、相談係、管理係）
  - 会計係
  - 刑事・生活安全課（生活安全係、刑事係）
  - 地域・交通課（地域係、交通係）
  - 警備係

## 駐在所
括弧内は所在地を表す。なお管轄自治体内に交番はないが広尾警察署自体が「署所在地交番」として交番機能も兼ねている。

### 広尾町
- 音調津駐在所 （広尾郡広尾町字音調津693-2）
- 豊似駐在所 （広尾郡広尾町字豊似22）

### 大樹町
- 大樹駐在所（広尾郡大樹町西本通73-3）